# Eridania Planitia
L'Eridania Planitia è una formazione geologica della superficie di Marte.